# D918 (Meurthe-et-Moselle)
De D918 is een departementale weg in het Noordoost-Franse departement Meurthe-et-Moselle. De weg loopt van Longwy via Mont-Saint-Martin naar de grens met België. In België loopt de weg als N883 verder naar Aubagne en Aarlen.

## Geschiedenis
Oorspronkelijk was de D918 onderdeel van de N18. In 1973 werd de weg overgedragen aan het departement Meurthe-et-Moselle, omdat de weg geen belang meer had voor het doorgaande verkeer. De weg is toen omgenummerd tot D918.